# Maurice Maeterlinck
Grev Maurice Polydore Marie Bernard Maeterlinck (født 29. august 1862 i Gent, død 6. maj 1949 i Nice) var en fransksproget belgisk digter, dramatiker og essayist, der modtog Nobelprisen i litteratur i 1911.

## Dramatik
- La Princess Maleine (1889)
- L'Intrus (1890)
- Pelléas et Mélisande (1892)
- La Mort de Tintagiles (1894)
- Aglavaine et Sélysette (1896)
- Maurice Maeterlincks skuespil (1899) 
  - Prinsesse Maleine
  - Indtrængeren
  - Den Blinde
  - De syv Prinsesser
  - Alladin og Palomides
  - Pelléas og Mélisande
  - Home
  - Tintagiles død
- Søster Beatrice (1901)
- Ariane et Barbe-Bleue (1901)
- Monna Vanna (1902)
- Joyzelle (1903)
- L'Oiseau Bleu (1908)
- Maria Magdalene (1910)
- Le Bourgmestre de Stilmonde (1918)
- St. Antonius mirakel (1919)

## Poesi
- Serres chaudes (1889)
- Douze chansons (1896)

## Prosa
- Le Trésor des humbles (1896)
- La Sagesse et la destinée (1898)
- La Vie des abeilles (1901)
- L'Intelligence des fleurs (1907)
- La vie des termites (1926)
- Bulles bleues (1948), selvbiografi